# Nusa sirkari
Nusa sirkari là một loài ruồi trong họ Asilidae. Nusa sirkari được Joseph & Parui miêu tả năm 1997. Loài này phân bố ở miền Ấn Độ - Mã Lai.